# Le Visionnaire ou les Fiancés bretons
Le Visionnaire ou les Fiancés bretons est un opéra-comique d'Aristide Hignard sur un livret de Jules Lorin et Victor Perrot.

## Description
Il est monté au Théâtre Graslin de Nantes le 18 janvier 1851. Lorin et Hignard étant des amis de Jules Verne qui parle du texte dans une lettre à sa mère du 26 janvier 1851, il a été supposé à tort qu'il puisse être de la main de Jules Verne ou qu'il fut le premier titre de la nouvelle Un hivernage dans les glaces. 